# Nokia 5510
De Nokia 5510 is een mobiele telefoon van het Finse telecombedrijf Nokia.
De Nokia 5510 is een mobiele 2G-telefoon uitgebracht in 2001. De telefoon wordt vaak vergeleken met de Nokia 3310. Het was tevens een van de eerste mobiele telefoons met een qwerty-toetsenbord. Daarnaast is het mogelijk om MP3- en AAC-bestanden af te spelen. Ook bevat de Nokia 5510 een FM-radio.
De opvolger van de Nokia 5510 is de 3330.
In 2006 heeft Nokia beslist dat ze de 5510 samen met de NGage de productie gaan stopzetten om plaats te maken voor nieuwe modellen.

## Specificaties
- 240 minuten beltijd, 260 uur stand-by
- Gewicht: 155 gram
- mp3-speler
- FM-radio
- 64 MB intern geheugen
- Dualband
- WAP
- Sms
- Sms-chat
- Games

5070 · 5100 · 5110 · 5120 · 5125 · 5130 · 5140 · 5140i · 5160 · 5165 · 5170 · 5170i · 5180i · 5185i · 5190 · 5200 · 5210 · 5300 · 5500 · 5510 · 5700 · 5800